# Morti nel 1997/Giugno
| Questa pagina contiene informazioni ricavate automaticamente dalle voci biografiche con l'ausilio del template Bio e di un bot. L'aggiornamento è periodico e automatico e ricostruisce completamente la pagina. Se manca una persona in questa lista, sei pregato di non aggiungerla, ma accertati piuttosto che la sua voce biografica contenga il template Bio e che i dati anagrafici siano correttamente compilati. Se il template Bio manca, inseriscilo tu stesso o, in alternativa, metti l'avviso {{tmp\|Bio}} che ne segnala la mancanza. Se i dati riportati sono sbagliati, correggi direttamente la voce biografica; le modifiche saranno visibili in questa lista entro pochi giorni. Per chiarimenti vedi il progetto biografie. La lista contiene solo le 96 persone che sono citate nell'enciclopedia e per le quali è stato implementato correttamente il template Bio. Pagina aggiornata al 3 mar 2024. |

- 1º giugno - Garland T. Byrd, politico statunitense (n. 1924)
- 1º giugno - Nikolaj Aleksandrovič Tichonov, politico sovietico (n. 1905)
- 2 giugno - Lukas Aurednik, calciatore e allenatore di calcio austriaco (n. 1918)
- 2 giugno - Helen Hull Jacobs, tennista statunitense (n. 1908)
- 2 giugno - Carlo Manziana, vescovo cattolico italiano (n. 1902)
- 3 giugno - Salvatore Fiume, pittore italiano (n. 1915)
- 3 giugno - Michele Mincuzzi, arcivescovo cattolico italiano (n. 1913)
- 4 giugno - Ronnie Lane, musicista inglese (n. 1946)
- 4 giugno - Pedro Zaballa, calciatore spagnolo (n. 1938)
- 5 giugno - Ernesto Massi, geografo e politico italiano (n. 1909)
- 6 giugno - Eitel Cantoni, pilota automobilistico uruguaiano (n. 1906)
- 6 giugno - Magda Gabor, attrice ungherese (n. 1915)
- 7 giugno - Stanley Schachter, psicologo statunitense (n. 1922)
- 8 giugno - Arialdo Banfi, politico e partigiano italiano (n. 1913)
- 8 giugno - Kurt Stöpel, ciclista su strada tedesco (n. 1908)
- 8 giugno - George Turner, scrittore e critico letterario australiano (n. 1916)
- 8 giugno - Amos Tutuola, scrittore nigeriano (n. 1920)
- 8 giugno - Karen Wetterhahn, chimica statunitense (n. 1948)
- 9 giugno - Károly Bajkó, lottatore ungherese (n. 1944)
- 10 giugno - Kim Ki-soo, pugile sudcoreano (n. 1939)
- 10 giugno - Renato Reyes, cestista filippino (n. 1944)
- 10 giugno - Son Sen, politico, rivoluzionario e militare cambogiano (n. 1930)
- 10 giugno - Hilton de Almeida, pallanuotista brasiliano (n. 1933)
- 11 giugno - Lütfiye Sultan, principessa ottomana (n. 1910)
- 11 giugno - Jakob Nirschl, bobbista tedesco (n. 1925)
- 11 giugno - Silvia Ruotolo,  italiana (n. 1958)
- 12 giugno - Maria Emma Alaimo, bibliotecaria e saggista italiana (n. 1906)
- 12 giugno - Jo Backaert, calciatore belga (n. 1921)
- 12 giugno - Peter Blos, psicoanalista tedesco (n. 1904)
- 12 giugno - Rémy Bourlès, illustratore, disegnatore e sceneggiatore francese (n. 1905)
- 12 giugno - Leo Canullo, politico italiano (n. 1923)
- 12 giugno - Bulat Šalvovič Okudžava, cantautore e poeta russo (n. 1924)
- 12 giugno - Arnaldo Sentimenti, calciatore e allenatore di calcio italiano (n. 1914)
- 12 giugno - Candeloro Zamperini, carabiniere italiano (n. 1963)
- 13 giugno - Al Berto, poeta e pittore portoghese (n. 1948)
- 13 giugno - Francisco Celaya, calciatore spagnolo (n. 1920)
- 13 giugno - Cesare Augusto Fanelli, politico italiano (n. 1915)
- 13 giugno - Vittorio Mussolini, sceneggiatore e produttore cinematografico italiano (n. 1916)
- 14 giugno - Marjorie Best, costumista statunitense (n. 1903)
- 14 giugno - Luigi Dodi, calciatore e allenatore di calcio italiano (n. 1918)
- 14 giugno - Richard Jaeckel, attore statunitense (n. 1926)
- 14 giugno - Siro Silvestri, vescovo cattolico italiano (n. 1913)
- 15 giugno - Edmond Leburton, politico belga (n. 1915)
- 15 giugno - Elbert Scott McCuskey, aviatore statunitense (n. 1915)
- 15 giugno - Attilio Redolfi, ciclista su strada italiano (n. 1923)
- 15 giugno - Yun Yat, politica e rivoluzionaria cambogiana (n. 1934)
- 16 giugno - Ferruccio Benzoni, poeta italiano (n. 1949)
- 16 giugno - Luigi Marchesi, militare italiano (n. 1910)
- 16 giugno - Tom Søndergaard, calciatore danese (n. 1944)
- 18 giugno - Arvid Syrrist, calciatore norvegese (n. 1905)
- 18 giugno - Héctor Yazalde, calciatore argentino (n. 1946)
- 19 giugno - Olga Georges-Picot, attrice francese (n. 1940)
- 19 giugno - Spero Ghedini, partigiano e politico italiano (n. 1911)
- 19 giugno - Bobby Helms, cantante statunitense (n. 1933)
- 19 giugno - Ed Scheiwe, cestista statunitense (n. 1918)
- 19 giugno - Stan Stasiak, wrestler canadese (n. 1937)
- 20 giugno - John Akii-Bua, ostacolista ugandese (n. 1949)
- 20 giugno - Mario Albertarelli, giornalista e scrittore italiano (n. 1933)
- 20 giugno - Armando Brancia, attore italiano (n. 1917)
- 20 giugno - Alf Engen, sciatore alpino statunitense (n. 1909)
- 20 giugno - Carlo Galante Garrone, politico, magistrato e partigiano italiano (n. 1910)
- 20 giugno - Delio Granchi, scultore e pittore italiano (n. 1910)
- 20 giugno - Paul Carell, funzionario e scrittore tedesco (n. 1911)
- 21 giugno - Eusebio Hernández, cestista cileno (n. 1911)
- 21 giugno - Shintarō Katsu, attore, produttore cinematografico e regista giapponese (n. 1931)
- 21 giugno - Karl Ridderbusch, basso tedesco (n. 1932)
- 21 giugno - Dragoljub Vukotić, attivista jugoslavo (n. 1924)
- 22 giugno - Ted Gärdestad, cantante svedese (n. 1956)
- 22 giugno - Paul Napolitano, cestista statunitense (n. 1923)
- 23 giugno - Jakob Balzert, calciatore tedesco (n. 1918)
- 23 giugno - Michele Coiro, magistrato italiano (n. 1925)
- 23 giugno - Rosina Lawrence, attrice, cantante e ballerina statunitense (n. 1912)
- 23 giugno - Betty Shabazz, attivista statunitense (n. 1936)
- 24 giugno - Brian Keith, attore statunitense (n. 1921)
- 25 giugno - Bobby Blackwood, calciatore scozzese (n. 1934)
- 25 giugno - Jacques-Yves Cousteau, esploratore, navigatore e militare francese (n. 1910)
- 25 giugno - Jacques Houssat, pilota di rally francese (n. 1937)
- 25 giugno - Carlo Pagliarini, partigiano, politico e pedagogista italiano (n. 1926)
- 25 giugno - Mario Salvadori, ingegnere italiano (n. 1907)
- 25 giugno - Gaetano Salvatore, medico italiano (n. 1932)
- 26 giugno - Roy Burkett, cestista canadese (n. 1921)
- 26 giugno - Silvio Fanti, psichiatra e psicoanalista svizzero (n. 1919)
- 26 giugno - Robert Frucht, matematico tedesco (n. 1906)
- 26 giugno - Don Hutson, giocatore di football americano statunitense (n. 1913)
- 26 giugno - Israel Kamakawiwo'ole, cantante e musicista statunitense (n. 1959)
- 27 giugno - Antonio Coppi, dirigente d'azienda e politico italiano (n. 1916)
- 27 giugno - Samuel Devine, politico statunitense (n. 1915)
- 27 giugno - Giuliano Naria, attivista, giornalista e scrittore italiano (n. 1947)
- 27 giugno - Ken Richardson, pilota automobilistico britannico (n. 1911)
- 28 giugno - Hildegard Ochse, fotografa tedesca (n. 1935)
- 28 giugno - Ondino Viera, allenatore di calcio e calciatore uruguaiano (n. 1901)
- 29 giugno - William Hickey, attore statunitense (n. 1927)
- 29 giugno - Petey Rosenberg, cestista statunitense (n. 1918)
- 30 giugno - Gerardo Bianchi, politico e sindacalista italiano (n. 1905)
- 30 giugno - Sylvia Crowe, architetto del paesaggio britannica (n. 1901)
- 30 giugno - Kārlis Ārens, calciatore e cestista lettone (n. 1917)